# فریدریش فون بودنشدت
فریدریش مارتین فون بودنشتدت (به آلمانی: Friedrich Martin von Bodenstedt) نویسنده، مترجم، شاعر و جهانگرد آلمانی، زادهٔ ۲۸ آوریل ۱۸۱۹ م در منطقه پاینه از پادشاهی هانوور بود. او در گوتینگن، برلین و مونیخ زبان و ادبیات خواند. در ۱۸۴۱ م برای آموزش زبان‌های بیگانه به فرزندان شاهزاده گالیتزین به روسیه و پس از سه سال به دعوت ژنرال نیدتگرات -فرماندار قفقاز- برای فراگیری زبان‌های شرقی به تفلیس می‌رود.

## بودنشتدت و میرزای گنجوی

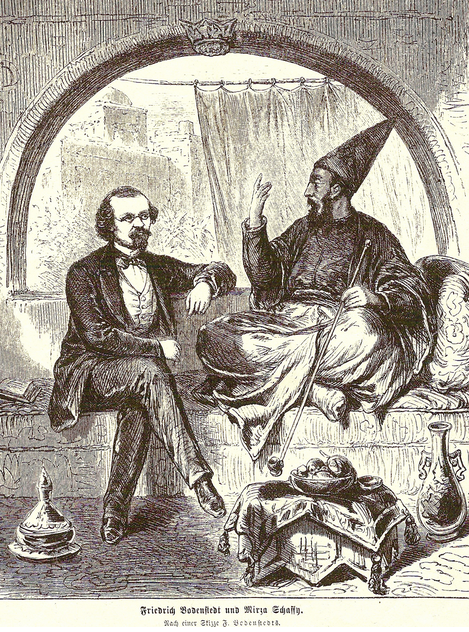
فریدریش مارتین فون بودنشتدت در سال 1850

بودنشتدت مترجم سرشناس آثار اروپایی بسیاری است، اما آنچه بیشترین آوازه را برای وی در پی داشت ترجمهٔ سروده‌های شاعر و روشنفکر ایرانی الاصل آذری میرزا شفیع واضح تبریزی بود. ترجمه‌های او از سروده‌های میرزاشفیع تنها در آلمان از ۱۸۵۰ م تا ۱۹۲۴ م یکصد و هفتاد بار با شمارگان بالا چاپ شد که تنها همسنگ آن ترجمهٔ کتاب سروده‌های خیام از ادوارد فیتزجرالد است، با این تفاوت که این چکامه‌ها شادتر و سرشار از زیبایی‌های ساده بودند.
او در تفلیس با میرزا شفیع آشنا شده و از او زبان فارسی می‌آموزد و میرزای گنجوی را با آثار کلاسیک غرب آشنا می‌سازد. او از کسانی است همراه دیگر شاگردان میرزا شفیع در دیوان عقل حاضر بود. بونشتدت می‌نویسد: "هر بار پس از پایان درس او را با آثار گوته، هاینه، شیلر، تامس مور، و بایرون آشنا می‌کردم. از بایرون بیشتر خوشش می‌آمد. هر مطلبی می‌خواندم احتیاج به تفسیر نداشت، میرزا همه را بدون شرح می‌فهمید."
در سال ۱۸۴۴ میرزاشفیع دست‌نوشته‌های خویش را به بودنشتدت می‌دهد که بودنشتدت آن را هدیهٔ دوستیِ میرزا در برابر سوغاتی‌ای می‌داند که برایش از ایروان برده بود. او می‌افزاید که میرزا با خط خودش و برای او در آغازِ دست‌نویس‌ها نگاشته و آن نوشته‌ها را "مفتاح العقول" نام نهاده بود که دربرگیرندهٔ سخنان حکیمانه و فیلسوفانهٔ آموزگارش بود: "به سبب رجا و التماس مکرر شاگرد و دوستم نشتدت افندی، من میرزا شفیع این مجموعه را که عبارت از قصاید، غزلیات، مربع، مقطعات و مثنویات خودم است، به او هدیه می‌کنم."
او آثار میرزا شفیع را در سال ۱۸۴۶ با خود به آلمان برده و گزیده‌ای از آن‌ها را به آلمانی برگردانده و در برلن چاپ می‌کند و در بارهٔ این ترجمه می‌نویسد: "... آنجا که می‌توان اندیشهٔ شاعر را عینن ترجمه کرد، من گفته‌های او را به زیور زبان آلمانی آراستم. بیشتر این ترانه‌ها در حضور من و جلوی چشم من آفریده شده‌اند. از این رو، شان نزول آنهایی را که در خاطرم مانده را آوردم."
او سال‌ها بعد کتاب "هزار و یک روز در مشرق زمین" را چاپ می‌کند و بخشی از این ترجمه‌ها را در آن آورده و از چگونگی زندگی و نوآوری‌های میرز سخن می‌راند و او را به عنوان سراینده چنین چکامه‌هایی می‌ستاید و می‌نویسد: "... وعده‌های تو به ثمر رسید، سرودهای تو در قلب زنان و دختران ما بهترین ماوا پیداکرد، اکنون نام تو در باختر با احترام و افتخار یاد می‌شود."
سپس او کتاب کم‌حجم و پرآوازهٔ "ترانه‌های میرزا شفیع" را به زبان آلمانی چاپ می‌کند که به‌زودی برای خیام‌وار بودن آن و اشتیاق اروپاییان به فرهنگ مشرق‌زمین در آن روزگار به زبان‌های انگلیسی، فرانسه، ایتالیایی، روسی، نروژی، هلندی، دانمارکی، لهستانی، چک، و حتی به زبان یهودی باستان ترجمه شده و فراگیر می‌شود. بودنشتدت پس از "هزار و یک روز در مشرق زمین" دو کتاب به نام میرزا شفیع چاپ کرد. نخستین به نام "ترانه‌های میرزا شفیع" در سال ۱۸۵۱ و دیگری به‌نام "باقی میراث میرزا شفیع" در سال ۱۸۷۳.
بودنشتدت پس از فراگیری و نام‌آوری سروده‌های میرزا شفیع در سال ۱۸۷۳ ادعا نمود سرایندهٔ شعرها خود اوست و کسی به نام میرزا شفیع وجود خارجی ندارد! این ادعا با تأیید آدولف برژه همراه می‌شود که به گفته‌های ملا احمد سلیانی –شیخ‌الاسلام قفقاز- استناد کرده که میرزا شفیع را شاعر ندانسته بود! این ادعای سلیانی ادامهٔ درگیری‌های شیخ‌ها و روحانیون با میرزا شفیع بود و اگر می‌توانستند وجود او را نیز نفی می‌کردند.

ادعاهای بودنشتدت باعث شد تا سال‌ها "ترانه‌های میرزا شفیع فراموش شود و ترانه‌ها را "ترانه‌های بودنشتدت" بنامند.
همچنین بودنشتدت دیوان باکیخانوف را از وی گرفته و با خود به آلمان می‌برد و پس از شهرت به‌دست آورده از پخش سروده‌های میرزاشفیع متمایل به چاپ آن‌ها می‌شود. او در تاریخ ۴۲ نوامبر سال ۱۶۸۱ در دفتر یادداشت خود چنین نوشته است: "برای کتاب جدید طرح‌ریزی شده است. در این جا باید عباسقلی بیشتر از میرزا شفیع به مثابهٔ یک نمونه و شاعر شوق باز نموده شود." در حقیقت سه سال بعد هم تعدادی شعر با عنوان «از دیوان عباسقلی خان» در مطبوعات درج شد که شعر«فاطمه تار می‌نوازد» نیز در میان آن‌ها بود. این شعر را باکیخانوف در محفل ادبی میرزا شفیع به بودنشتدت تقدیم کرده بود. بودنشتدت دو رباعی عباسقلی آقا را نیز به زبان آلمانی ترجمه کرد که یکی از آن‌ها در پایان گلستان ارم مندج است."

## آثار
در بازگشت از شرق او به روزنامه‌نگاری پرداخت و در ۱۸۸۰با دختر افسری از هسن بنام ماتیلدا ازدواج کرد. سپس با عنوان استاد زبان اسلونیک در دانشگاه مونیخ آغاز به کار کرد. او چکیده شرق‌شناسی خود را در دو کتاب به چاپ رساند:
- ۱. مردم قفقاز و مبارزات رهایی‌بخش از یوغ روس‌ها [۱۴] در ۱۸۴۸
- ۲. هزار و یک روز در مشرق زمین[۶] در سال ۱۸۵۰، اما دامنه ترجمه‌های او دربرگیرنده آثاری از زبانه‌های اسلاو مانند پوشکین، لرمانتوف[۱۵]، تورگنیف، انگلیسی مانند مجموعه غزلیات شکسپیر، فارسی مانند حکیم‌عمر خیام و حافظ و میرزاشفیع واضح می‌باشد.

او در ۱۸۷۹ به مدت یکسال به ایالات متحده آمریکا سفر کرد و در ۱۸۹۲ کتاب خاطرات این سفر را به نام از آتلانتیک تا پاسیفیک در لایپزیک منتشر کرد.
سرانجام او در ۱۹ آوریل ۱۸۹۲ م و پس از برجای گذاردن ۱۲ اثر درگذشت.

### کتاب‌ها
- میرزا شفیع واضح تبریزی شهره در اروپا و گمنام در ایران؛ ابوالفضل علیمحمدی؛ تهران؛ ۱۳۸۴
- اندیشه‌های میرزا فتحعلی آخوندزاده؛ فریدون آدمیت؛ تهران؛ ۱۳۴۹
- از صبا تا نیما؛ یحیا آریانپور؛ ج۱؛ تهران؛ ۱۳۵۰
- تحفهٔ درویش؛ عزیز دولت‌آبادی؛ تبریز؛ ۱۳۷۹
- سفری به دربار سلطان صاحبقران؛ بروگش، هینریش؛ ترجمه مهندس کردبچه؛ تهران؛ ۱۳۶۸
- Friedrich Martin von Bodenstedt; Richard Waddington; The morning-land; or, A thousand and one days in the East, from the Germ
- Akhundof , M. Rafili, Moscow, 1959
- Poetry Azarbaijana, Moscow, 1962

### جستارها
- سرایندگان شعر پارسی در قفقاز؛ عزیز دولت آبادی؛ نشریه آینده؛ سال نوزدهم؛ شماره ۱۲-۱۰
- معرفی و نقد کتاب: گذری بر اندیشه‌ها و آثار عباسقلی آقاقدسی (باکیخانوف)؛ رحیم رئیس نیا؛ فصلنامه تاریخ روابط خارجی؛ پاییز ۱۳۸۱؛ شماره ۱۲
- پروتستانتیسم اروپایی و اصلاح طلبی آخوندزاده؛ علی‌رضا ذاکر اصفهانی؛ کتاب نقد؛ پاییز ۱۳۷۹؛ شماره ۱۶
- مشارکت‌کنندگان ویکی‌پدیا، «فریدریش مارتین فون بودنشتدت»، ویکی‌پدیای انگلیسی، دانشنامهٔ آزاد (بازیابی در ۲۲ آذر ۱۳۹۱).